# Mirjana Strčić
Mirjana Strčić (Veliki Gaj, Vojvodina, 1937.), povjesničarka hrvatske, srpske i crnogorske književnosti i antologičarka.

## Životopis
Rodila se 1937. u Velikom Gaju u Vojvodini.
Književnost je diplomirala na Filozofskom fakultetu u Zagrebu, na kojem 1980. stječe doktorat obranivši disertaciju na temu "Hrvatska preporodna književnost u Istri". Dugi niz godina radi kao docent na Pedagoškom fakultetu u Rijeci. Zapaženim znanstvenim prilozima i priopćenjima i komparatističkim studijama i esejima, posvećenim nadasve književnom stvaralaštvu istarsko-kvarnerske regije, ali i drugim književnostima, sudjeluje na brojnim znanstvenim skupovima u organizaciji HAZU (ranije JAZU), Filozofskog fakulteta u Zagrebu, Čakavskog sabora, Hrvatskog filološkog društva i dr. Za tisak priređuje kritička i druga izdanja istaknutih istarsko-kvarnerskih autora.

### Pojedinačni naslovi
- "Istarska beseda i pobuna I" ("Istarska naklada", Pula, 1984.), književno-povijesne studije,
- "Istarska beseda i pobuna II" ("Istarska naklada", Pula, 1985.), književno-povijesne studije,
- "Temelji književne epohe" (Istarsko književno društvo "Juraj Dobrila", 1994.), književne studije ISBN 953-6262-00-2

## Članci
- Antun Kalac - hrvatski narodni preporoditelj i pjesnik, u Pazin u drugoj polovini 19. i početkom 20. stoljeća / Šiklić, Josip (ur.). - Pazin : Skupština udruge Matice hrvatske Istarske županije, 1999. 177-186.[1]

### Priređena kritička izdanja
- "Careva pisma iz Liburnije. Izbor iz korespondencije Viktora Cara Emina s Rikardom Katalinićem Jeretovim" (Opatija - Rijeka, 1970.),
- Drago Gervais: "Moja zemlja. Izbor iz djela" (Čakavski sabor, Pula,1979.),
- Milan Rakovac: "Priko Učke" (Čakavski sabor, Pula, 1980.),
- Matko Laginja: "Književna djela i rasprave" (Čakavski sabor, Pula, 1983.)

### Antologije
- "Istarska pjesmarica I-II", ("Istra kroz stoljeća", Čakavski sabor /i udruženi nakladnici/, Pula, 1989.), antologija hrvatskog pjesništva Istre XIX. i XX. stoljeća